# District of Columbia zászlaja
Kolumbia kerület zászlaja tulajdonképpen George Washington címeres bannerét idézi.